# Степанюк Володимир Васильович
Степанюк Володимир Васильович  ( нар. 13.04.1960, с. Війтцівці Липовецького району Вінницької області - 24.01.1982, м. Аліабад, Афганістан) - воїн - "афганець", прапорщик, бортовий технік вертольоту.

Народився в селянській сім'ї, українець. В 1967 році пішов в перший клас Війтовецької середньої школи і успішно закінчив її в 1978 році. В 1978 році навчається в Кіровському військово-технічному училищі льотчиків. Після закінчення училища прапорщик Володимир Степанюк служить у військових частинах. Відзначався як грамотний спеціаліст та дисциплінований військовослужбовець. В 1981 році був направлений служити в Афганістан. 24 січня 1982 року Володимир загинув в районі населеного пункту Аліабад  потрапив  під сильний ворожий вогонь. Бойова машина дістала значні пошкодження і впала з висоти на землю, розбившись вщент.
За мужність та відвагу В. В. Стапанюк нагороджений орденом Червоної Зірки  ( посмертно). У Війтовецькій школі, де навчався колись загиблий, у 1991 р. відкрито музей.